# Agathodaimonschlange

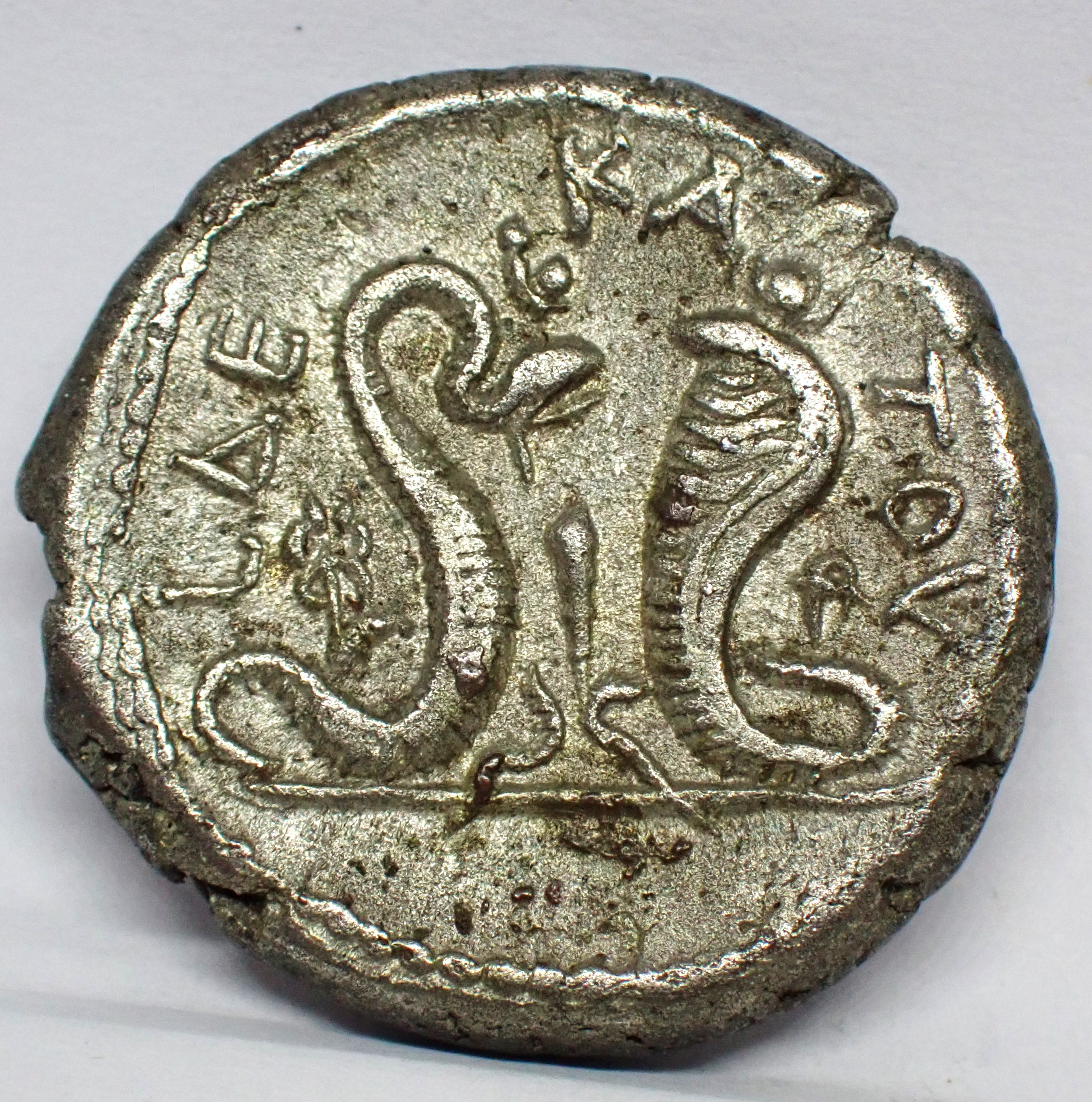
Agathodaimonschlange (links) und Uräusschlange (rechts), Tetradrachme, Hadrian, Alexandria

Die Agathodaimonschlange ist die bildliche Darstellung des Agathos Daimon als Schlange, gelegentlich mit einem menschlichen Kopf. Agathos Daimon ist eine griechische Gottheit, die als Beschützer des Glücks, der Gesundheit, der Weisheit, des Weinbaus und des Getreideanbaus galt. In der Stadt Alexandria im ptolemäischen Ägypten kam es zur Darstellung des Agathos Daimon als Schlange. Als Schlange wird Agathos Daimon noch in römischer Zeit gelegentlich auf den Rückseiten alexandrinischer Münzen geprägt. Seltener wird die Agathodaimonschlange zusammen mit der Uräusschlange abgebildet.